# Зазерка (зупинний пункт)
Зазерка (біл. Зазерка) — зупинний пункт Мінського відділення Білоруської залізниці в Пуховицькому районі Мінської області Білорусі. 
Розташований за 0,5 км на південний захід від агромістечка Зазерка; на лінії Осиповичі І — Мінськ-Пасажирський, між зупинними пунктами Рибці і Седча.